# 릴레함메르 미술관

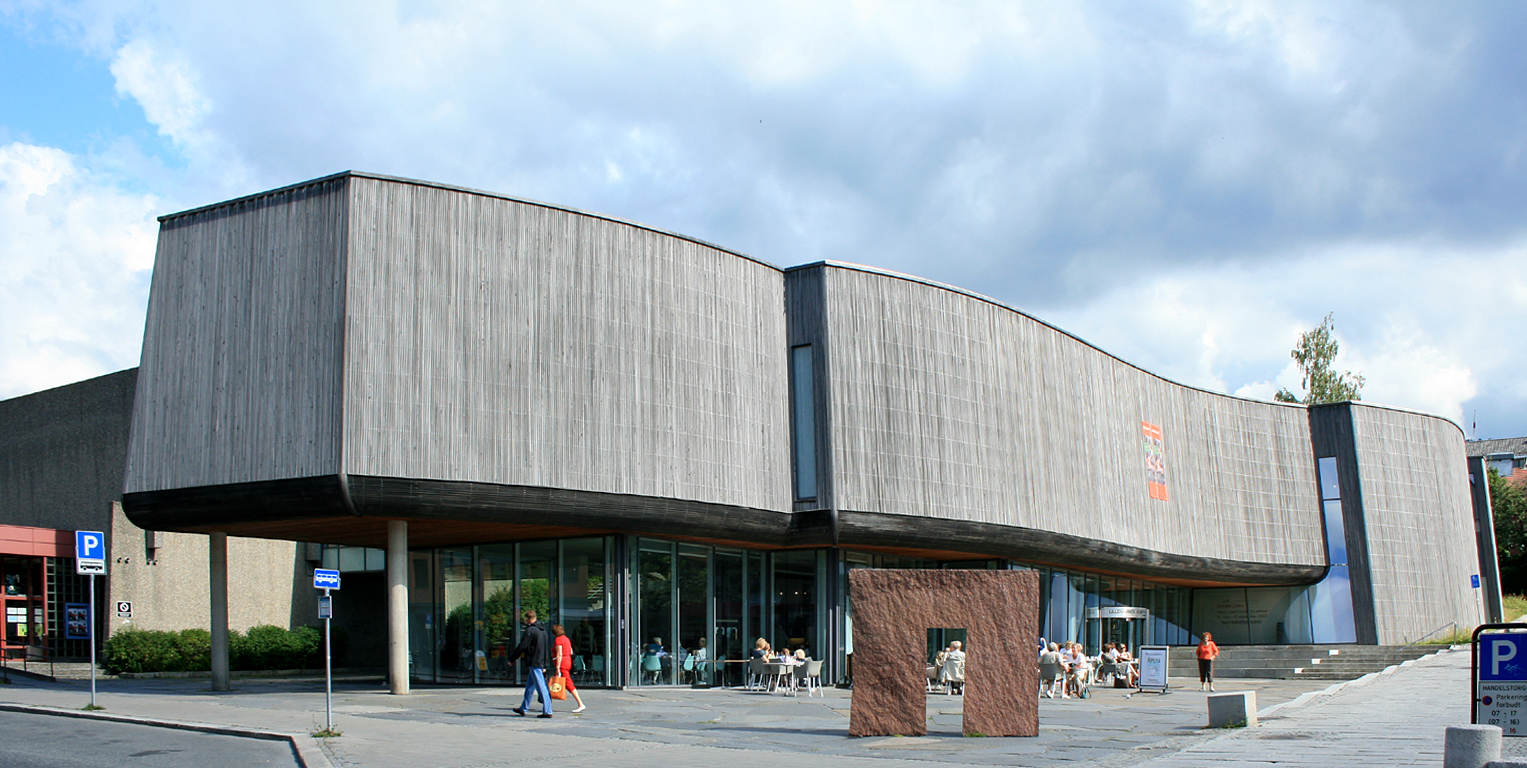
1994년 노르웨이의 건축회사 스노헤타가 설계한 릴레함메르 미술관 신관

릴레함메르 미술관(노르웨이어: Lillehammer kunstmuseum, 영어: Lillehammer Art Museum)은 노르웨이 릴레함메르에 위치한 미술관이다.

## 역사
1921년 노르웨이의 저널리스트 에이나르 룬데(Einar Lunde, 1943~)가 소장품을 기증하면서 설립되었다. 미술관이 보유한 주요 작품들은 에이나르 룬데를 포함한 3명의 예술품 수집가들의 기증한 작품들이다. 에이나르 룬데는 1920년대에 회화 100여 점을 미술관에 기증했으며 1958년엔 골동품 상인 오스카르 요한네센(Oscar Johannesen)이 자신의 19세기 회화 소장품 전체를 기증했다. 2008년에는 갤러리스트 욘 도블로우그(Jon Dobloug)가 1980년대와 1990년대의 그림 159점을 포함하여 자신의 컬렉션 대부분을 미술관에 기증했다.
미술관은 1963년 노르웨이 건축가 엘링 뷔크쇠(Erling Viksjø)가 설계한 천연 콘크리트로 만들어진 구관과 1994년 노르웨이의 스노헤타 건축회사가 설계한 목재 외관인 신관(Flygelet), 보르 브레이비크(Bård Breivik)가 설계한 야외 예술 정원으로 구성되어 있다. 1994년 동계 올림픽 기간 동안 신관 건물은 문화 활동의 주요 장소로 사용되었다. 구관에는 주로 룬데와 요한네센이 기증한 풍경화들이 전시되어 있으며 신관에는 근현대 미술작품들이 전시되어있다.
2008년 8월 22일에는 미술관으로는 처음으로 '노르웨이 올해의 박물관'(Årets museum i Norge)에 선정되었다.